# Пожарище (Бокситогорский район)
Пожарище (вепс. Požariš) — деревня в Ефимовском городском поселении Бокситогорского района Ленинградской области.

## История
Деревня Пожарища упоминается на карте Новгородского наместничества 1792 года А. М. Вильбрехта.

ПОЖАРИЩЕ — деревня Пожарищского общества, прихода Пелушского погоста. Река Лида.

Крестьянских дворов — 20. Строений — 22, в том числе жилых — 17. Жители занимаются рубкой, возкой и сплавом леса.

Число жителей по семейным спискам 1879 г.: 46 м. п., 59 ж. п.; по приходским сведениям 1879 г.: 50 м. п., 55 ж. п.

В конце XIX — начале XX века деревня административно относилась к Борисовщинской волости 5-го земского участка 3-го стана Тихвинского уезда Новгородской губернии.

ПОЖАРИЩЕ — деревня Пожарищского общества, дворов — 25, жилых домов — 25, число жителей: 77 м. п., 78 ж. п.
 
Занятия жителей — земледелие. Река Лидь. (1910 год)

С 1917 по 1918 год деревня входила в состав Борисовщинской волости Тихвинского уезда Новгородской губернии.
С 1918 года, в составе Череповецкой губернии.
С 1927 года, в составе Пожарищенского сельсовета Ефимовского района.
В 1928 году население деревни составляло 189 человек.
По данным 1933 года деревня Пожарище являлась административным центром Пожарищенского вепсского национального сельсовета Ефимовского района, в который входили 8 населённых пунктов: деревни Белое, Корталы Усадище, Корталы Филиппово, Новое Усадище, Остров, Перелесок, Петрово, Пожарище, общей численностью населения 691 человек
По данным 1936 года в состав сельсовета входили 8 населённых пунктов, 130 хозяйств и 6 колхозов.
С 1965 года, в составе Бокситогорского района.
По данным 1966 и 1973 годов деревня Пожарище являлась административным центром Пожарищенского сельсовета. В 20 км от деревни находился Боровский лесопункт узкоколейной железной дороги Ефимовского лестрансхоза.
По данным 1990 года деревня Пожарище входила в состав Радогощинского сельсовета.
В 1997 году в деревне Пожарище Радогощинской волости проживал 21 человек, в 2002 году — 13 человек (русские — 85 %).
В 2007 году в деревне Пожарище Радогощинского СП было зарегистрировано 5 человек, в 2010 году — 6 человек, в 2015 году — 3 человека.
В мае 2019 года Радогощинское сельское поселение вошло в состав Ефимовского городского поселения.

## География
Деревня расположена в северо-восточной части района на автодороге 41К-038 (Радогощь — Пелуши).
Расстояние до деревни Радогощь — 8 км.
Расстояние до районного центра — 131 км.
Деревня находится на левом берегу Лидь.

## Демография
| 1997 | 2002 | 2007 | 2010 | 2017 |
| ---- | ---- | ---- | ---- | ---- |
| 21   | ↘13  | ↘5   | ↗6   | ↘3   |

## Инфраструктура
На 1 января 2015 года в деревне было зарегистрировано 2 домохозяйства, в которых постоянно проживали 3 человека.
На 1 января 2016 года в деревне было зарегистрировано: домохозяйств — 2, проживающих постоянно — 1 человек.
На 1 января 2017 года в деревне было зарегистрировано: домохозяйств — 2, проживающих постоянно — 3 человека.